# Aveyond 1 Rhen's Quest
Aveyond 1 Rhen's Quest (Sứ mệnh của Rhen) – phần tiếp theo của Ahriman's Prophecy và là phần đầu tiên loạt game Aveyond nổi tiếng do Amaranth Games phát hành. Mở rộng thành công của tiền nhiệm trước nó, Aveyond 1 cung cấp một sự giàu có về nhiệm vụ, cốt truyện li kì, nhân vật thu hút và đã được ca ngợi là "hài hước, sáng tạo và cực kỳ giàu trí tưởng tượng"

## Cốt truyện

### Cốt truyện giữa Ahriman's Prophecy và Aveyond 1
Sau Ahriman’s Prophecy, Devin đã ngỏ lòng yêu và kết hôn với công chúa Alicia, cả hai trở thành vua và nữ hoàng vương quốc Thais. Talia thì bỏ đi đến Mysten Far, trở thành vị tu nữ cấp cao và là vị thần trấn giữ cõi mộng mị, Talia cũng kết hôn với vị thần ánh sáng (không rõ tên). Vị thần sáng đã bí mật phục sinh Ahriman vì đã nhận được lời hứa rằng Ahriman sẽ làm sức mạnh của mình tăng lên vượt trội. Cả hai lên kế hoạch phá hủy thế giới bằng cách mở cánh cổng ác quỷ, thống lĩnh chúng và thả chúng tràn ra thế giới ngoài. Talia đã giết chết chồng mình vì phát hiện mưu đồ đen tối của ông nhưng chưa biết Ahriman đã được phục sinh.
Lực lượng ác quỷ của Ahriman đã phá hủy và đánh chìm hầu hết tất cả các vùng lục địa, cô lập Thais. Điều này xảy ra bởi vì nữ hoàng Alicia Pendragon đã nhận được lời tiên tri rằng hậu duệ của bà sẽ đánh bại đại ác quỷ bóng tối hung tàn nhất (Ahriman) và phục hưng, khơi sáng lại tất cả những gì đã mất khi người ấy đến tuổi trưởng thành. Do đó Ahriman muốn Thais phải bị hủy diệt. Tailor, một viên tướng hoàng gia thân cận được giao nhiệm vụ đưa đứa trẻ đến một nơi an toàn mà ác quỷ không được tìm thấy bé. Trước khi Thais thất thủ, nữ hoàng Alicia hi sinh (khoảng năm 18), Tailor ngầm bỏ trốn, đưa đứa trẻ vượt đại dương xa xôi đến vùng núi cao ở quốc đảo Arista phía tây.

### Cốt truyện của Aveyond Rhen's Quest
Mở đầu game, Talia bị Agas- một ác quỷ thân cận, là cánh tay trái đắt lực của Ahriman – truy sát bất ngờ, trước khi giết chết Talia, Agas đã nói rõ mọi chuyện cho Talia, về kế hoạch xấu xa của Ahriman. Những tưởng Talia đã chết, nhưng không, bà đã gượng dậy gọi bướm mộng tìm người được chọn vì biết ác quỷ sắp tìm được cô. Rhen được tìm thấy và cô bé đã đưa Talia về nhà chữa trị vết bỏng rất nặng. Hàng loạt câu hỏi được Rhen đặt ra cho bố Tailor về người phụ nữ lạ mặt đó vì cảm thấy ông có gì đó giấu giếm cô. Ahriman phát hiện rằng Talia vẫn còn sống và sai đầy tớ đến để bắt cô. Trong buổi lễ mở đầu vụ mùa thu hoạch táo đỏ, Rhen dạo chơi và bị một thương nhân nô lệ bắt cóc vì nhận nhầm cô bé là nữ thần cõi mộng mị do đeo chiếc nhẫn phép thuật mà Talia tặng. Rhen bị đày đến quốc đảo Arista phía đông, bắt đầu kiếp nô lệ khổ cực ở thành phố Ghalarad.
Điều đó xảy ra bởi Ahriman nhận được sự gợi ý của cánh tay phải đắc lực – Dameon- con trai của Talia. Một cuộc đời tuổi thơ cay đắng nhắc nhở Dameon thù ghét mẹ mình, từ bỏ con đường là một vị thần ánh sáng mới để theo con đường của cha đã chọn – phục vụ Ahriman. Khi Ahriman biết được kẻ buôn nô lệ đã bắt sai người và đó chính là Rhen. Ác quỷ băng giá Indra đã đọc được tương lai rằng cô bé sẽ tiêu diệt ông ta nhưng ông không thể hủy diệt cô bé vì điều đó cũng hủy diệt chính mình. Vì thế ông sai các ác quỷ mạnh nhất của mình gồm Aesma, Agas, Indra, Nanghaithya, Saurva, Tawrich và Zarich đánh đổ các vị thần cuối cùng nhờ Dameon chỉ dẫn, lập kế hoạch để Dameon dụ dỗ Rhen vào con đường ác quỷ.

Quốc đảo Arista.

Trong khi đó, Rhen được các giáo sư tại viện hàn lâm Shadwood phát hiện năng khiếu kiếm thuật tuyệt vời. Rhen và Lars –cậu chủ nhà hống hách- cùng đến Veldarad để được đào tạo cho tài năng của họ. Sau 6 tháng, Rhen được nữ hoàng phương Đông cùng Talia giao trọng trách phải tụ hội 8 vị thần Arista gồm Vohu Manah thần âm nhạc, Armaiti thần nông, Daena thần trí tuệ, Vata thần thời gian, Eithera thần sức mạnh, Rashnu thần bóng tối, Talia thần mộng mị và Dameon thần ánh sáng, tập hợp sức mạnh của họ mở cánh cổng đền mặt trời, lấy thanh kiếm bóng ma – thanh kiếm huyền thoại và duy nhất tiêu diệt được Ahriman.
Cùng sứ mệnh quan trọng, Rhen và Lars phiêu lưu khắp nơi tìm kiếm sự thú vị, trải qua sự sợ hãi cũng như tò mò, sự trợ giúp và cũng trong hành trình ấy, Rhen sẽ khám phá ra bí mật quá khứ của mình và điều đó giúp Rhen xác định mục tiêu cho tương lai của cô cũng như số phận của thế giới.

## Các nhân vật quan trọng

### Các nhân vật trong nhóm

Các nhân vật trong Aveyond 1

- Rhen "Darzon" Pendragon, kiếm thuật nhân (nhân vật chính cũng là người được chọn)

Là một cô bé sống tại làng Clearwater trên miền núi cao phía đông bắc quốc đảo Arista phía tây. Rhen bị bọn buôn nô lệ bắt và bán cho gia đình ở Ghalahad phía đông chịu kiếp khổ cực. Vì tài năng kiếm thuật thiên phú, Rhen được giải phóng và cô cũng có ước muốn giải phóng tất cả nô lệ trên thế giới. Là người mạnh mẽ và gan dạ, Rhen cùng nhóm phiêu lưu khắp thế giới vượt nguy hiểm, cũng qua đó cô biết được sựu thật rằng mình là công chúa vương quốc Thais.
Rhen có thể sử dụng các thanh kiếm thường và đặc biệt là kiếm phép thuật, cô có thể dung ý nghĩ và năng lực của mình điều khiển chúng dễ dàng.
- Lars Tenobor, nhà pháp thuật

Thiếu gia con nhà giàu này sở hữu Rhen (khi cô còn là nô lệ). Lars rất hống hách coi mình là bề trên của mọi người, cậu rất ghét nô lệ và hay hành hạ, chọc phá bọn họ như vật nuôi rác rưởi, vô giá trị. Trong thành phố, Lars nổi tiếng nhờ có năng lực sử dụng pháp thuật và sẽ được đào tạo để trở thành một phù thủy chính hiệu. Khi Rhen được giải phóng và cùng cậu đến học tại Shadwood, Lars cay nghiệt cô và luôn nói xấu cô với nhiều học sinh trong trường, cậu mơ ước trở thành phù thủy vĩ đại nhất để quét sạch lũ nô lệ bẩn thỉu trên thế gian (nhất là Rhen). Được nữ hoàng Veldarad giao trọng trách, cậu tạm giản hòa với Rhen, cùng cô tham gia cuộc phiêu lưu và suốt khoảng thời gian ấy cậu nhận ra rằng mình đã thích Rhen.
Phép thuật của Lars thiên về lối tấn công mạnh, cậu có thể gia nhập các hội phép thuật để làm tăng kĩ năng của mình
- Elinidana'ter'Lithir de Aramati, triệu hồi sư

Elini là người có dòng dõi quý tộc đến từ Veldt- một nữ quốc hùng mạnh nằm ở quốc đảo Arista phía nam. Elini phiêu lưu khắp thế giới vì mục đính tìm người đàn ông mạnh khỏe cho "bộ sưu tập chồng của mình" (Phụ nữ Veldt càng nhiều chồng thì càng có thế lực). Khi Lars nhận thấy cô có dòng máu quý tộc và muốn hỏi rằng mình trong mắt cô như thế nào (có vinh dự được làm người chồng thứ tư của cô hay không) thì Elini đáp rằng Lars không phải là tuýp chồng khỏe mạnh lực lưỡng mà cô lựa chọn.
Elini có tài học nhanh chóng sức mạnh phép thuật của ác quỷ và sử dụng nó chống lại ác quỷ.
- Dameon Maurva, thần ánh sáng

Dameon ghét mẹ mình vô cùng vì bà đã giết chết cha mình. Cậu quay lưng với con đường ánh sáng, theo con đường ác quỷ và cha mình đã chọn để chống lại Talia. Dameon gia nhập nhóm của Rhen để dụ dỗ cô vào con đường của mình, nhưng qua cuộc phiêu lưu, tình yêu đã nảy nở, phát triển giữa hai người. Điều đó làm Lars hậm hực lòng ghen. Dameon có sức mạnh ánh sáng lương thiện, vì thế theo Rhen, Dameon là người được chọn để tiêu diệt Ahriman chứ không phải là cô.
Phép thuật của Dameon thiên về hồi phục và phòng thủ, có thể chữa lành vết thương, trúng độc hay bị yểm nguyền… phục hồi sức mạnh cho nhóm một cách nhanh chóng. Đặc biệt, Dameon có kĩ năng rất tốt về tạo tấm chắn cơ học và tấm chắn phép thuật che chở cho cả đội.
- Te'ijal Ravenfoot, ma cà rồng

Ma cà rồng hơn 500 tuổi này không rõ cuộc sống lúc người hay cuộc sống ma cà rồng trước đây. Cô chán ghét cuộc sống đêm tối chán ngắt ở Ghed'ahre (thành phố của ma cà rồng) và muốn có một cuộc phiêu lưu ra ngoài thế giới tràn đầy ánh nắng. Khi nghe thông tin nhóm của Rhen đã hủy diệt được ác quỷ độc ác dưới tầng hầm bên lăng mộ của thánh đường Ghed’ahre, cô muốn được gia nhập nhóm với điều kiện không được cắn ai trong nhóm, đổi lại cô được dược thần chống nắng. Cô muốn được cắn người mình thích Galahad- hiệp sĩ mà cô gặp trên hành trình đến Sedona- một vết cắn không lành mạnh rất ngon miệng.
Te'ijal có sức mạnh vượt trội, rất mạnh mẽ với đầy đủ kĩ năng của một con ma cà rồng già dặn, đặc biệt cô rất giỏi về xạ thuật (bắn cung). Trong trận chiến, Te'ijal có thể uống máu kẻ thù để làm tăng sức mạnh của mình.
- Galahad Teomes, hiệp sĩ

Galahad là hiệp sĩ hoàng gia vương quốc Sedona, là người chỉ nhìn thấy thế giới qua hai màu đen và trắng bằng cặp mắt công lý. Galahad không bao giờ tin vào phép thuật và coi đó là trò lừa đảo bịp bợm khi Lars thử phép lên người anh. Anh coi Rhen là đấng nữ nhi dũng cảm (khi cô phá vụ án ám sát đức vua) nhưng phải cần được anh bảo vệ bởi các thế lực xấu xa, đặc biệt là Te'ijal. Vì thế anh gia nhập nhóm. Trong lần đến Veldarad, linh hồn Galahad bị Te'ijal dùng chiếc vòng khuyên đen tối phù phép và bắt làm nô lệ cho cô. Te'ijal cho Galahad một cơ hội để rửa sạch linh hồn bằng điều kiện phải đồng ý kết hôn với cô. Chấp nhận điều kiện, trong buổi hôn lễ, Te'ijal cắn Galahad biến anh thành ma cà rồng vì cô nói chỉ có người chết rồi thì linh hồn mới giải thoát khỏi phép tà ác ấy.
- Cướp biển John, cướp biển

Nhiều năm trước, John là kị sĩ cưỡi rồng táo bạo thân cận cho nữ hoàng Veldt nhưng anh trốn khỏi vương quốc để thoát khỏi số phận là người chồng thứ năm của một phụ nữ Veldt. John là người giỏi trong việc gặp rắc rối. John cũng không thoát khỏi số phận là người thứ tư trong bộ "sưu tập chồng" của Elini.
- Mad Marge, chủ quán bar đảo Veniara

Là người thô thiển cả về ngoại hình lẫn ứng xử, cô có thân hình to lực lưỡng như một con ngựa, Rhen khi gặp cô đã nhận xét "đồ bất lịch sự". Chán ngắt với công việc ở bar và coi sống với nó như là một con gấu lớn với 1 chiếc răng đau, cô gia nhập nhóm để phiêu lưu và quan trọng là để không cho Elini gần người cô thích là cướp biển John.

### Các nhân vật ngoài nhóm
- Talia Maurva, thần mộng mị

Talia không kể sự thật cho Rhen về quá khứ của cô bé, Talia mong muốn và luôn tìm cách bảo vệ người được chọn. Khi gặp người bạn cũ thân nhất, Devin, Talia chỉ dẫn cho ông con đường tìm kiếm điều thú vị mới là phép thuật hơn là một người ẩn dật lay lắt. Cuối cùng, Talia cùng Devin bay vào cõi mộng mị, tìm kiếm điều tươi đẹp cho đến mãi mãi.
- Devin Pendragon, người khổ hạnh, ẩn dật

Khi Ahriman hủy diệt Thais, Devin bị ngất và một sức mạnh nào đó bảo vệ ông đưa ông an toàn vượt đại dương đến rừng hoang dã ở đại lục Arista đông. Devin đau buồn, hối hận và luôn mơ hồ quên đi quá khứ vì không giúp gì cho Alicia, đứa con bé bỏng, Thais và người dân khiến họ bị hủy diệt. Talia khuyên ông không nên ẩn dật vì còn nhiều điều mới tốt đẹp hơn đang chờ đón. Khi phát hiện ra Rhen chính là con gái mình, ông tự hào và nói rằng Rhen rất giống tính cách vĩ đại của Alicia. Cuối cùng, Talia cùng Devin bay vào cõi mộng mị, tìm kiếm điều tươi đẹp cho đến mãi mãi.
- Ahriman, ác quỷ chúa tể bóng tối

Âm mưu chiếm thế giới và thuyết phục Rhen bằng lời lẽ giả thuyết hung biện thuyết phục cho thấy giả tâm đen tối của Ahriman. Với lực lượng ác quỷ mạnh mẽ, Ahriman tự tin sẽ chiếm được cả thế giới nhưng vẫn lo ngại hai cái gai trong mắt lớn nhất là Rhen và Talia.
- Danny, dân làng Clearwater

Là bạn thuở nhỏ và chơi thân với Rhen trong làng. Khi Rhen bị mất tích, Danny trốn khỏi làng đi tìm Rhen khắp nơi. Khi đến rừng hoang dã, Danny bị một ma cà rồng đi săn bắt đưa về Ghed’ahre để chuẩn bị bữa tối. Khi nhóm phát hiện ra Danny và nghĩ rằng anh đã chết nhưng Te’ijal đã nghe thấy tim Danny còn đập, cứu sống anh. Sau Danny sống độc lập tại phía nam bờ biển thành phố Sedona.
- The oracle, lão thần

Bà lão này là người canh giữ đền Aveyond, bà đã giải đáp tất cả thắc mắc, hướng dẫn chỉ rõ cho Rhen hoàn thành sứ mệnh.
- Nữ hoàng Tuyết, nữ hoàng băng giá

Những trận lở tuyết, sập núi, chấn động ở quốc đảo băng giá Arista bắc được gây ra bởi sự đấu tranh, mâu thuẫn giữa hai vợ chồng Vua núi và Nữ hoàng Tuyết. Tất cả lý do của sự mâu thuẫn ấy là do Nữ hoàng Tuyết nói rằng các thần tiên tí hon là có thật nhưng vua núi không tin điều đó. Khi Vua núi giận dỗi, núi dâng trùng trùng mạnh mẽ, khi nữ hoàng Tuyết nổi giận tuyết lở băng nứt chấn động, hậu quả dân làng Thronkeep phải gánh chịu. Sau Rhen tìm bằng chứng chứng minh thần tiên có thật. Nữ hoàng Tuyết giản hòa với Vua núi.
- Đội sóc biết nói, sóc siêu quạy

Những chú sóc này đứng sau vụ trộm toàn bộ lúa thóc từ Brumwich. Chúng thông minh nhưng gian xảo, quỷ quyệt. Đứng đầu đội là Sóc trưởng và tướng sóc Brix.

## Các thành phố, ngôi làng trong Aveyond 1 Rhen's Quest
- Clearwater, một ngôi làng nhỏ nằm trên núi cao phía đông bắc quốc đảo phía tây nơi Rhen lớn lên. Những người dân trong làng có công việc chính là thu hoạch táo đỏ khi vụ mùa đến.
- Ghalarah, một thành phố nằm ở quốc đảo phía đông, nơi Rhen bị bán làm nô lệ, ở đây nô lệ nào trốn thì sẽ bị giết chết.
- Veldarah, thủ đô quốc đảo phía đông, tại đây có viện hàn lâm Shadwood nổi tiếng khắp thế giới về việc dạy phép thuật.
- Thornkeep, làng tuyết trắng xóa lạnh lẽo quanh năm nằm ở quốc đảo phía bắc, là ngôi làng với dân cư ngụ là những người lùn thân thiện, chăm chỉ.
- Teacup town, ngôi làng nhỏ này nằm dưới chân núi đền mặt trời ở phương bắc, ngôi nhà có hình nấm hoặc ấm trà với dân cư là những chú mèo.
- New Witchwood, rừng phù thủy mới nằm dưới Thung lũng Haloween ở rừng hoang dã- phần phía nam của quốc đảo Arista đông, là nơi cư ngụ của những mụ phù thủy khi rừng phù thủy ở vùng đất chính bị ác quỷ của Ahriman san lấp.
- Ghed'ahre, thành phố ma cà rồng nằm dưới sâu của Thung lũng Haloween, ở đây có nhiều điều bí mật về thánh đường và cổ mộ. Dân cư đi săn người lạc vào rừng hoang dã vào ban đêm.
- Sedona, "thành phố trang hoàng nhất thế giới" nằm ở vùng Pennisula phía tây bắc quốc đảo Arista tây, tại đây có tổ chức trộm nổi tiếng làm việc bẩn do một số quý tộc thuê chúng. Sedona giáp vùng biển hồ về phía nam nên một phần của thành phố là một làng chài nhỏ. Nhà của cả nhóm phiêu lưu nằm tại thành phố này.
- Dirkon, ngôi làng nhỏ và nghèo này nằm ở phía tây nam Pennisula, nơi đây có nạn dịch hạch do lũ chuột phá phách mang đến.
- Brumwich, ngôi làng nông nghiệp này ở phía tây nam ở vùng đất thấp phía nam của quốc đảo Arista tây, khi đến vụ mùa thu hoạch, cả làng phát hiện tất cả thóc đều bị trộm sạch (do lũ sóc quạy).
- Ylisfar, ngôi làng yêu tinh nằm ở khu rừng già mộng mơ ở phía đông nam quốc đảo Arista tây, những yêu tinh ánh sáng sống trong những thân cây già nghìn tuổi, tách biệt với yêu tinh tối dưới sâu trong chùm rễ của rừng. Khi vua yêu tinh Lionel trở lại đã hợp nhất tất cả yêu tinh cùng sống hòa hợp thân thiện.
- Veldt, thành phố nữ quốc nằm ở vùng sa mạc phương nam, phụ nữ ở đây luôn không ngừng tìm kiếm thêm những người chồng mạnh khỏe cho riêng mình.
- Quần đảo trung tâm Veniara, nằm ở trung tâm đại dương, những cướp biển thường hay qua lại quán bar ở đây.
- Thais, thành phố duy nhất tồn tại sau khi lũ quỹ của Ahriman san bằng và cô lạp vùng đất chính. Dân cư của Thais luôn trong tư thế sẵn sàng đón chờ ác quỷ đến xâm lược.

## Âm nhạc trong Aveyond 1 Rhen's Quest
Các bản giao khúc được viết bởi Aaron Walz ở Walz Music. Các bản âm có tính năng giao hưởng bởi nhiều nhạc cụ khác nhau như vĩ cầm, kèn ôboa, tù và, kèn clarinet, kèn fagốt, tử la lan, kèn trầm, kèn ống, guitar, sáo…, tính năng hiếm đối với 1 game độc lập. Âm nhạc trong game thắng giải Game Tunnel trong cuộc bình chọn nhạc game: Giải âm thanh 2006.

## Sự tiếp nhận của công chúng
Game Tunnel trao cho Aveyond 1 Rhen's Quest: Giải Vàng năm 2006. Ở phía bên kia, Jason Porter ở Game Chronicles nhận xét sự bất tiện lập bản đồ chính (mà không thể được ánh xạ lại) và chỉ trích của nhân vật, tính cách, đối thoại và sự diễn biết trong suốt trò chơi thiếu chặt chẽ.
| Các nhà giới thiệu, phân phối và đánh giá chất lượng game trên thế giới | Số điểm đánh giá/ Tổng điểm |
| ----------------------------------------------------------------------- | --------------------------- |
| Ace gamez                                                               | 9 /10                       |
| Gamezebo                                                                | 3.5 /5                      |
| Game plasma                                                             | 8 /10                       |
| Netjak                                                                  | 5.1 /10                     |
| Game Chronicles                                                         | 5.5 /10                     |
| Giới hâm mộ game nhập vai trên toàn thế giới bình chọn                  | 83 /100                     |